# UTM/UPS Standardized Raster Product Specification
Die UTM/UPS Standardized Raster Product Specification (USRP) ist ein Standard zum Austausch von GIS-Daten. Er ist Teil des Digital Geographic Information Exchange Standard (DIGEST) und wurde ab 1983 von der Digital Geographic Information Working Group (DGIWG) entwickelt. Beteiligt waren vor allem die NATO-Staaten. Die Projektleitung für diesen Standard lag bei Frankreich.
Die zu Grunde liegenden Projektionen sind UTM für den Großteil der Erde und UPS für die Umgebung des Nord- und Südpols. Er bildet das Pendant zum ARC Standard Raster Product (ASRP), der ähnlich ist, aber die ARC Projektion verwendet.
Das Format kann von Programmen wie ArcGIS und GDAL gelesen werden.